# Pitta superba
Pitta superba е вид птица от семейство Pittidae. Видът е застрашен от изчезване.

## Разпространение
Видът е разпространен в Папуа Нова Гвинея.